# Chiesa di San Rocco (Nembro)
La chiesa di San Rocco conosciuta anche come San Rocco Viana è un luogo di culto cattolico della località Viana di Nembro, in provincia e diocesi di Bergamo. La chiesa è sussidiaria della parrocchiale di san Martino.

## Storia
L'edificio di culto, un oratorio di piccole dimensioni, fu edificato nel XVI secolo per volere della congregazione dei disciplini come luogo di incontro, ma viene indicato non completo e abbandonato già nella relazione della visita pastorale diocesana dell'arcivescovo di Milano san Carlo Borromeo, il quale ne ordinò il suo completamento. La contrada di Viana, infatti, si trovava lontana dal centro urbano ed era poco abitata, difficile per i residenti sostenere le spese di mantenimento di un luogo di culto, per questo nel 1737 era stata richiesta l'unione con altre vicinie poste in prossimità, che potessero così aiutare la comunità.
Nel Settecento la chiesa fu oggetto di un grande restauro con il completo rifacimento su progetto di Giovan Battista Caniana, lavori che iniziarono nel 1745 e terminarono nel 1751. Si impegnarono economicamente gli abitanti la frazione, poco più un centinaio, ma che desideravano usare la chiesa data la lontananza di un miglio da quella parrocchiale. Temporaneamente veniva usata la chiesa di San Donato, antica parrocchiale vicino alla chiesa di San Nicola Molte sono le indicazioni di questo edificio indicate nelle visite pastorali, comprese quella del 28 ottobre 1864 del vescovo Pietro Luigi Speranza, e quella del vescovo Gaetano Camillo Guindani dell'8 aprile 1882.

## Descrizione

### Esterno
La chiesa si trova nel quartiere cittadino di Viana anticipata dal sagrato con il frontone rivolto secondo il classico orientamento liturgico a est, e di forma architettonica settecentesca, risulta tripartito da quattro lesene complete di capitelli dorici e alto basamento, con raccordo curvo laterale. Orizzontalmente si sviluppa su tre ordini divisi da due cornici. Nel primo ordine vi è l'ingresso principale con paraste e architrave in marmo di Zandobbio, mentre due aperture a finestra, sono poste lateralmente complete di inferriate a protezione, e sempre con contorno in marmo di Zandobbio. L'ordine superiore ospita una grande finestra sagomata curvilinea atta a illuminare l'aula sempre con contorno in marmo. La facciata termina con il timpano sagomato curvilineo culminante con la croce ferrea.
Un piccolo porticato è presente nella parte sinistra della chiesa, mentre la torre campanaria si trova sempre sul lato terminate sinistro si presenta di piccole dimensioni.

### Interno
L'interno a navata unica si sviluppa su tre campate divise da lesene complete di basamenti e capitelli d'ordine corinzio. Due cappelle illuminate da finestre, sono poste nella campata centrale complete di altari. Le lesene terminano con il cornicione da cui s'imposta la volta a vela. la volta ospita tre medaglioni affrescati con le storie della vita di san Rocco. La zona presbiteriale, leggermente rientrante, è rialzata da tre gradini in marmo, e illuminata da due grandi finestre poste nella parte inferiore, e due sopra il cornicione. Il coro absidato con catino di copertura ospita il coro ligneo in noce, composto da 13 stalli e l'inginocchiatoio centrale. La pala d'altare raffigurante il santo titolare riporta la scritta: ALTERO EX NIMBRI PATRONIS CUI ET MULTUM DENETUR. Questo conferma che san Rocco era considerato uno dei tre santi patroni minori della plebana di Nembro, e in generale del paese. Laterali vi sono due dipinti di Pietro Antonio Guardi pittore nembrese raffiguranti: Ritrovamento di Mosè e San Rocco prigioniero.
L'edificio conserva nella cappella posta sul lato destro, il dipinto di autore ignoto, raffigurante i quattro fratelli Martiri Coronati Severo, Severiano, Carpoforo e Vittorino a cui erano molto devoti gli abitanti di Nembro e che erano stati martirizzati sotto Diocleziano perché non volevano piegarsi alla devozione pagana. L'altare a loro dedicato non è più presente. La cappella posta di fronte, sul lato sinsitro, ospita la tela di Marziale Carobbio raffigurante la Madonna del Carmine.